# Knockananna
Knockananna är en ort i republiken Irland.   Den ligger i grevskapet Wicklow och provinsen Leinster, i den östra delen av landet, 50 km söder om huvudstaden Dublin. Knockananna ligger 213 meter över havet och antalet invånare är 141.
Terrängen runt Knockananna är kuperad åt nordost, men åt sydväst är den platt.Runt Knockananna är det glesbefolkat, med 11 invånare per kvadratkilometer. Närmaste större samhälle är Tullow, 18,0 km sydväst om Knockananna. Trakten runt Knockananna består i huvudsak av gräsmarker.